# オオタマウミヒドラ
オオタマウミヒドラとは、海産のヒドロ虫の一種である。個虫が非常に大きく、細長い。

## 特徴
オオタマウミヒドラ (Hydrocoryne miurensis) は刺胞動物門ヒドロ虫綱花クラゲ目オオタマウミヒドラ科 (Hydrocorynidae) に属し、日本沿岸の海岸で見られるヒドロ虫の一種である。群体性ではあるが、個々の虫体が大きいので、そちらの方が目立ち、その点ではこの類中では珍しいものである。
ヒドロ根は網状になって岩の上を這い、その上に数個から数十個の個虫が並ぶ。あまり広がらず、個虫はその基部で互いに密着しており、共肉部より個虫の方がはるかに大きいので、どちらかと言えば単体ヒドラが寄り集まっているように見える。個々のヒドロ虫は細長く、とてもよく伸び縮みし、縮んだ時は10mm以下、伸びるとその三倍以上、時に70mmになる。伸びると水中に垂れ下がるようになる。
個虫の先端までほぼ同じ太さの円柱状で、先端近くがやや膨らむ。口は先端にあり、その回りは口先に向かってすぼまっていて口盤状にはならない。触手は先端から少しはなれた位置に少しの幅にわたって生じる。それぞれの先端が丸く膨らんだ有頭触手で、おおよそ螺旋状に配置し、全部で20-80本が並ぶ。これを使って、甲殻類等を捕らえる。また、この触手には内部に球体を含む特殊な刺胞があり、このような刺胞は他の群では見つかっていない。その働きは不明である。

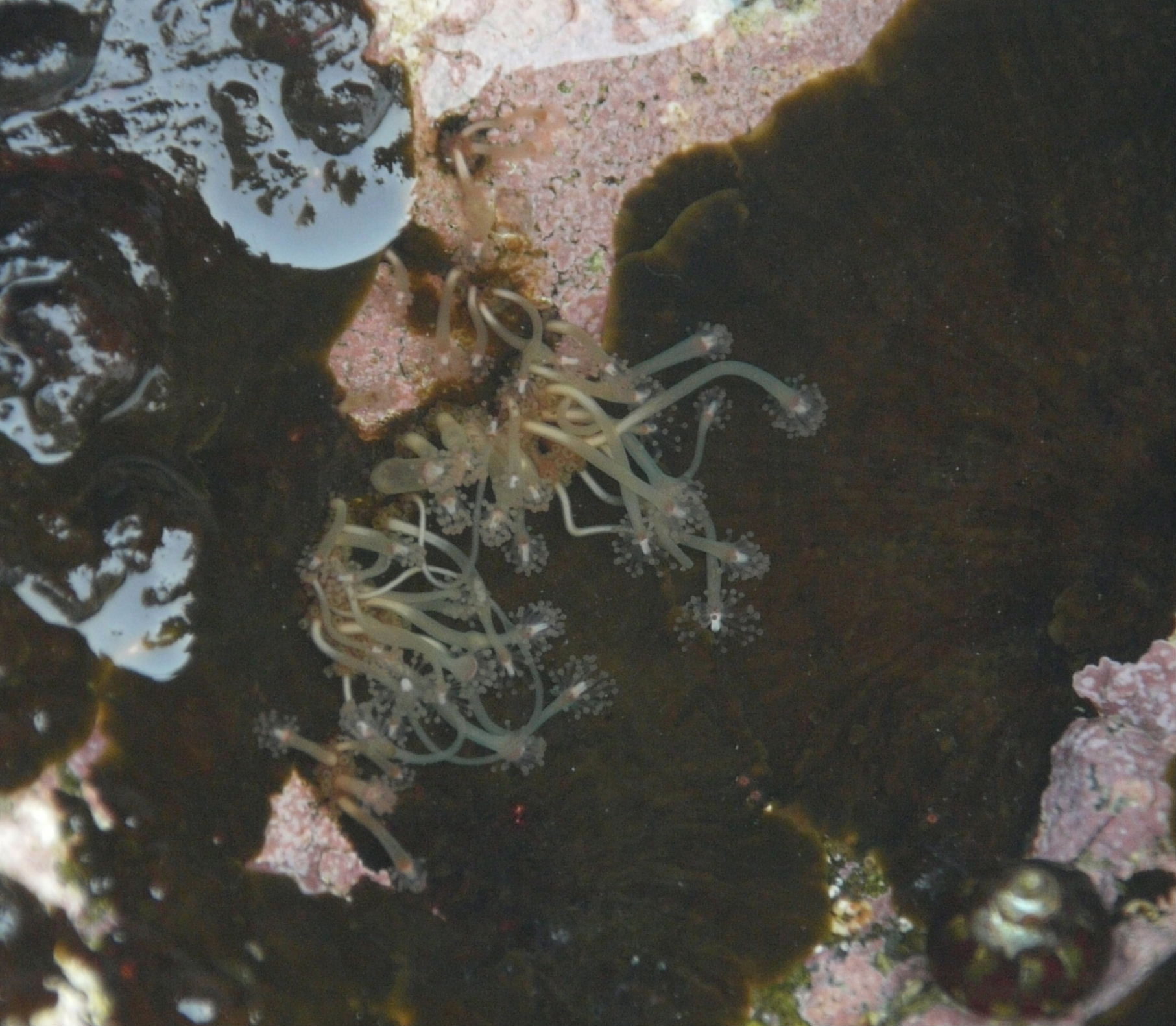
ポリプの拡大・基部に水母芽が見える

個虫の体の基部近くの側面に短く二又分枝を出してクラゲを出芽する。クラゲは独立すると傘の径が数mm、高さもほぼ同じのもので、放射水管四本、傘の縁からは四本の触手を伸ばす。触手には刺胞が集まった固まりがあちことに見える。またその基部には赤い眼点がある。口柄は傘高の1⁄3程度で管状。

## 生活史
夏季にはヒドロ根だけが残り、冬になるとそこからポリプが発達してくる。ポリプが見られるのは冬季の間である。
有性生殖はクラゲを形成する。ポリプの基部近くの側面に多数の水母芽を形成し、それが切り離されると独立したクラゲを生じる。クラゲは独立当初は1mm程しかなく、次第に成長し、性的に成熟して有性生殖を行う。受精卵は発生を進めてプラヌラとなり、それが岩に付着して新たな群体を形成する。ただし、クラゲは野外で発見されることがごく少なく、その習性等には謎が多い。和歌山県の田辺湾（京大瀬戸臨海実験所がある）では三月下旬から四月に発見された記録がある。

## 分布
北海道から九州までの太平洋沿岸に分布する。浅海の岩の上に付着し、波当たりの強い潮間帯に見られる。

## 分類
この種は長く日本固有で、しかも似たものがない一属一種の独立のオオタマウミヒドラ科とみなされてきた。現在は北アメリカに同属のもう一種、メキシコに別属 (Samurai) のものが一種見つかっており、これら三種がこの科を構成する。